# Прапор Шевченківського району (Київ)
Пра́пор Шевче́нківського райо́ну міста Києва затверджено рішенням сесії Шевченківської районної ради.
Синє прямокутне полотнище зі співвідношенням сторін 2:3, на якому жовте зображення герба району, супроводжуване по сторонах двома вертикальними жовтими давньослов'янськими орнаментами.
Комп'ютерна графіка — В. М. Напиткін.